# ルドルフ・アルベルト
ルドルフ・アルベルト（Rudolf Alberth, 1918年3月28日 - 1992年5月29日）は、ドイツの指揮者、作曲家。1950年代まではAlbertの姓を名乗った。
フランクフルト・アム・マインの出身。
地元の音楽院で学び、バーデン＝バーデンの南西ドイツ放送のディレクターとヘッセン放送のディレクターを歴任し、1949年にミュンヘンのバイエルン放送交響楽団の指揮者陣に加わった。1950年代からオリヴィエ・メシアンの知己を得て、1956年に《異国の鳥たち》の初演を指揮している。
1964年からニーダーザクセン交響楽団の首席指揮者を務めたが、1968年には辞任している。
以後フリーランスの指揮者として活動した。
ミュンヘンにて死去。